# Чорноніжка
Чорноніжка (Stenostira scita) — вид горобцеподібних птахів родини Stenostiridae.

## Таксономія
Традиційно, чорноніжка відносилась до родини мухоловкових (Muscicapidae). Лише у 2005 році, за результатами молекулярного аналізу, вид перенесли у новостворену родину Stenostiridae.

## Поширення
Вид поширений у Південній Африці. Гніздиться в ПАР, Лесото, на півдні Ботсвани та Намібії. Залітні птахи спостерігаються у Есватіні та Зімбабве.

## Опис
Тіло завдовжки 11-12 см. Спина, шия та верх голови сірі. Від дзьоба через око лежить чорна смуга у вигляді маски. Над нею є біла надбрівна смуга. Крила чорні з довгою білою смугою, а довгий чорний хвіст має білі сторони. Горло біле. Груди світло-сірі. Черево біле з рожевим відтінком. Дзьоб короткий, але міцний, чорний.

## Спосіб життя
Мешкає серед чагарників у кару та фінбоші. Живиться комахами. Утворює моногамні пари. Гніздо облаштовує серед гілок дерев або чагарників. У гнізді два-три зелених яйця.